# Купель (Ровненская область)
Купель (укр. Купель) — село, входит в Беловежский сельский совет Рокитновского района Ровненской области Украины.
Население по переписи 2001 года составляло 402 человека. Почтовый индекс — 08823. Телефонный код — 3635. Код КОАТУУ — 5625080402.

## Местный совет
34222, Ровненская обл., Рокитновский р-н, с. Беловеж, ул. Центральная, 26.